# Mas del Senan
El Mas del Senan és una masia de Reus (Baix Camp) situada a la partida del Matet.
És una de les hisendes importants de la zona. La casa és gran i probablement de finals del XIX. S'hi accedeix per la riera de la Beurada que li queda a uns 300 metres a l'oest-sud-oest. A la vora hi ha el Mas del Gilabert.

## Descripció
El mas és una construcció de planta rectangular i volum senzill, amb dues plantes d'alçada, i coberta amb terrat i torratxa d'accés acabada amb un altre terrat. El cos central és de tres plantes, amb una torratxa que dona accés a la coberta amb terrat. Davant de la façana principal hi ha un porxo amb terrat accessible des de la primera planta, coronat per una barana de balustres. Al darrere del mas s'hi annexa un cos de planta baixa, que fa de terrat, també accessible des de la primera planta. Tot plegat té una composició marcadament acadèmica. La façana principal és ostentosa i s'ordena amb eixos de simetria centrals, per la correcta posició dels buits de les finestres i balconeres de planta pis. Davant del mas hi ha una placeta i un caminal.